# Bosar Galugur
Bosar Galugur is een bestuurslaag in het regentschap Simalungun van de provincie Noord-Sumatra, Indonesië. Bosar Galugur telt 3049 inwoners (volkstelling 2010).